# カルナーゴ
カルナーゴ（イタリア語: Carnago）は、イタリア共和国ロンバルディア州ヴァレーゼ県にある、人口約6,600人の基礎自治体（コムーネ）。

## 地理

### 位置・広がり

#### 隣接コムーネ
隣接するコムーネは以下の通り。
- カイラーテ
- カロンノ・ヴァレジーノ
- カッサーノ・マニャーゴ
- カステルセプリオ
- ゴルナーテ＝オローナ
- オッジョーナ・コン・サント・ステーファノ
- ソルビアーテ・アルノ

### 地震分類
イタリアの地震リスク階級 (it) では、4 に分類される
。

## スポーツ
- グラン・プレミオ・インドゥストリア・エ・コッメルチョ・アルティジャナート・カルナゲーゼ - 自転車競技のロードレース